# Conops bakeri
Conops bakeri är en tvåvingeart som beskrevs av Krober 1927. Conops bakeri ingår i släktet Conops och familjen stekelflugor. Inga underarter finns listade i Catalogue of Life.